# مثقوبات الصدر
مثقوبات الصدر (الاسم العلمي: Thoracotremata)، هو فرع حيوي من السلطعونات، يتألف من تلك السرطانات التي تكون فيها فتحات في الأعضاء التناسلية في كلا الجنسين على عظم القص، وليس على الساقين. تضم 17 فصيلة في أربع فصائل عليا.